# Dendrobium auyongii
Dendrobium auyongii är en orkidéart som beskrevs av Tomohisa Yukawa. Dendrobium auyongii ingår i släktet Dendrobium, och familjen orkidéer. Inga underarter finns listade i Catalogue of Life.